# Саутпорт (Индијана)
Саутпорт (енгл. Southport) град је у америчкој савезној држави Индијана.

## Демографија
По попису из 2010. године број становника је 1.712, што је 140 (-7,6%) становника мање него 2000. године.
| Група             | 2000.         | 2010.         |
| Белци             | 1.772 (95,7%) | 1.582 (92,4%) |
| Афроамериканци    | 7 (0,4%)      | 31 (1,8%)     |
| Азијати           | 16 (0,9%)     | 18 (1,1%)     |
| Хиспаноамериканци | 44 (2,4%)     | 59 (3,4%)     |
| Укупно            | 1.852         | 1.712         |